# جورج اولت
جورج کوپلند اولت (زاده ۱۱ اکتبر ۱۸۹۱ – درگذشته ۳۰ دسامبر ۱۹۴۸) یک نقاش آمریکایی بود. او به جنبش دقیق‌گرا گرایش پیدا کرد و البته تحت تأثیر کوبیسم و سوررئالیسم نیز بود، ماندگارترین اثر او ماهیت رئالیستی نام دارد.

## زندگی‌نامه
اوت در کلیولند، اوهایو در ایالات متحده، در خانواده‌ای ثروتمند به دنیا آمد و دوران جوانی خود را در لندن گذراند، او در لندن در مدرسه هنر اسلید و مدرسه هنر سنت جان وود تحصیل کرد. در سال ۱۹۱۱ با بازگشت به ایالات متحده، بقیه عمر خود را در نیویورک و نیوجرسی گذراند. زندگی شخصی او از این پس دچار مشکل شد. او در دهه ۱۹۲۰، پس از مرگ مادرش در یک آسایشگاه روانی نگهداری می‌شد، الکلی شد. دو برادر از سه برادر او، پس از اینکه ثروت خانوادگی‌شان را در سقوط بازار سهام در سال ۱۹۲۹، از دست دادند، خودکشی کردند.

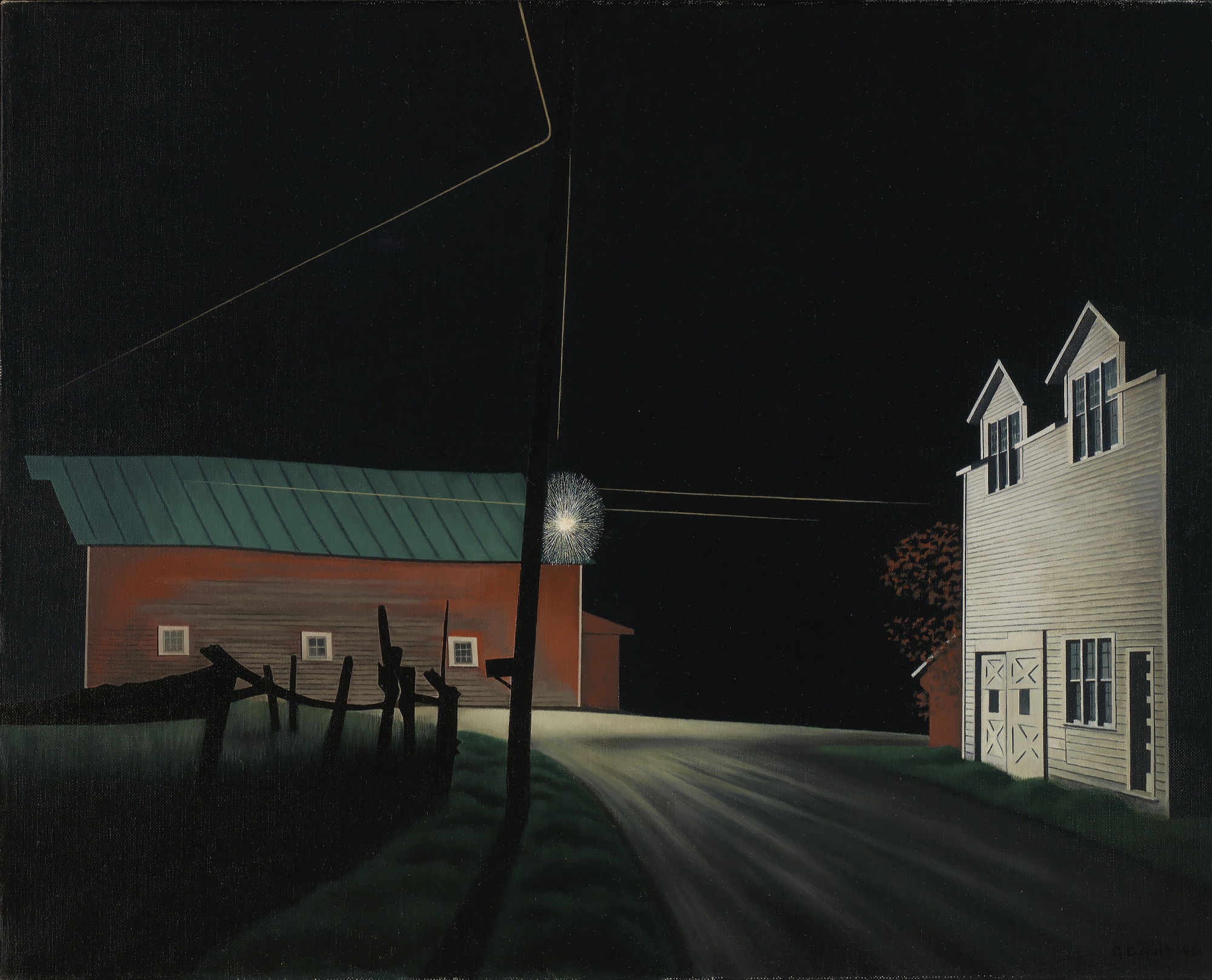
نور روشن در گوشه‌های راسل (۱۹۴۶)